# 손오공 홍해아 대전
"손오공 홍해아 대전"(Son Oh-kong vs Hong Hae-a)은 한국에서 제작된 김종성 감독의 1985년 영화이다. 노완내 등이 주연으로 출연하였다.

## 출연
- 노완내 - 삼장법사 역
- 반창 - 손오공 역
- 왕명대 - 저팔계 역
- 박효근 - 사오정 역
- 오영화 - 옥면공주 역
- 김유행 - 우마왕 역
- 박종설 - 다다대왕 역
- 황인숙 - 서량국여왕 역
- 신찬일 - 태을진인 역
- 이미나 - 홍해아 역
- 원준기
- 이관열
- 유상겸